# Rómulo Lara
Rómulo Lara (Esmeraldas, Provincia de Esmeraldas, Ecuador, 21 de febrero de 1981) es un futbolista ecuatoriano. Juega de volante central o lateral derecho y actualmente juega en el Gualaceo SC de Ecuador.

## Trayectoria
Se inició como futbolista en las divisiones menores del Club Sport Emelec de Guayaquil, cuando llegó a los 16 años. Después de llegar hasta la categoría Sub-20, debutó en Primera División en el 2001, año en que salió campeón. Luego de jugar en la Serie B con el Delfín de Manta, volvió a Emelec. Todo el 2004 jugó en el Milagro SC de la Segunda Categoría y en el 2005 fichó por el recién ascendido Deportivo Quevedo. Ahí no tuvo muchas oportunidades y fue cedido a préstamo a la LDU de Cuenca.
En el 2006 logró ascender por primera vez con el Deportivo Azogues a la Serie A de Ecuador, luego de quedar primero en la Primera Etapa de la Serie B. Tenía la oportunidad de volver a jugar en Primera División pero fue prestado nuevamente a la LDU de Cuenca, que jugaba en la Segunda Categoría. Al año siguiente pasó al Norteamérica y en el 2008 al Municipal de Cañar.

## Clubes
| Club               | País    | Año  |
| ------------------ | ------- | ---- |
| Emelec             | Ecuador | 2001 |
| Delfín             | Ecuador | 2002 |
| Emelec             | Ecuador | 2003 |
| Milagro SC         | Ecuador | 2004 |
| Deportivo Quevedo  | Ecuador | 2005 |
| LDU de Cuenca      | Ecuador | 2005 |
| Deportivo Azogues  | Ecuador | 2006 |
| LDU de Cuenca      | Ecuador | 2006 |
| Norteamérica       | Ecuador | 2007 |
| Municipal de Cañar | Ecuador | 2008 |
| Atuntaqui FC       | Ecuador | 2012 |
| Gualaceo SC        | Ecuador | 2013 |

## Palmarés

### Campeonatos nacionales
| Título             | Club   | País    | Año  |
| ------------------ | ------ | ------- | ---- |
| Serie A de Ecuador | Emelec | Ecuador | 2001 |

- Datos: Q6115958